# Stanisław Kriciuk
Stanisław Wasiljewicz Kriciuk (ros. Станислав Васильевич Крицюк; ur. 1 grudnia 1990 w Togliatti) – rosyjski piłkarz grający na pozycji bramkarza w Gil Vicente.

## Kariera klubowa
Wychowanek akademii Jurija Konoplowa. W 2008 roku był zawodnikiem Akadiemii Dimitrowgrad, w sezonie 2008/2009 grał w FK Togliatti, a w 2010 wrócił do Akadiemii, wówczas reprezentującej już Togliatti.
W styczniu 2013 został zawodnikiem SC Braga. W sezonach 2012/2013 i 2013/2014 grał w rezerwach tego klubu w drugiej lidze portugalskiej. W styczniu 2014 został wypożyczony do Rio Ave FC. W Rio Ave swój jedyny mecz rozegrał 11 maja 2014 przeciwko CS Marítimo (0:1).
Latem 2014 Kriciuk wrócił do Bragi i stał się członkiem pierwszego zespołu. 17 sierpnia 2014 zaliczył w nim swój debiut w pierwszej lidze portugalskiej w wygranym 3:0 domowym meczu z Boavistą. W maju 2015 wystąpił w przegranym po serii rzutów karnych finale Pucharu Portugalii ze Sportingiem (po 120 minutach był remis 2:2).
W styczniu 2016 został wypożyczony do FK Krasnodar. Zadebiutował 5 marca 2016 w zremisowanym 0:0 domowym meczu z Zenitem Petersburg. W maju 2016 został wykupiony przez Krasnodar za 4 mln euro i podpisał czteroletni kontrakt z tym klubem.
Latem 2020 Kriciuk przeszedł do klubu B-SAD, w którym zadebiutował 31 października 2020 w zremisowanym 1:1 domowym meczu z SC Farense. W B-SAD grał przez rok.
W lipcu 2021 Kriciuk został zawodnikiem Gil Vicente FC, a swój debiut w nim zanotował 9 sierpnia 2021 w zwycięskim 3:0 domowym meczu z Boavistą.
2 września 2021 Kriciuk został sprzedany z Gil Vicente do Zenitu Petersburg za 2 miliony euro. Swój debiut w Zenicie zaliczył 11 września 2021 w zwycięskim 3:1 domowym spotkaniu z Achmatem Grozny.
| Sezon   | Klub                    | Kraj       | Rozgrywki       | Mecze | Gole |
| ------- | ----------------------- | ---------- | --------------- | ----- | ---- |
| 2008    | Akadiemija Dimitrowgrad | Rosja      | Wtoroj diwizion | 4     | 0    |
| 2008    | FK Togliatti            | Rosja      | Wtoroj diwizion | 9     | 0    |
| 2009    | FK Togliatti            | Rosja      | Wtoroj diwizion | 9     | 0    |
| 2010    | Akadiemija Togliatti    | Rosja      | Wtoroj diwizion | 20    | 0    |
| 2011/12 | Akadiemija Togliatti    | Rosja      | Wtoroj diwizion | 21    | 0    |
| 2012/13 | Akadiemija Togliatti    | Rosja      | Wtoroj diwizion | 6     | 0    |
| 2012/13 | SC Braga B              | Portugalia | Segunda Liga    | 4     | 0    |
| 2013/14 | SC Braga B              | Portugalia | Segunda Liga    | 10    | 0    |
| 2013/14 | Rio Ave FC              | Portugalia | Primeira Liga   | 1     | 0    |
| 2014/15 | SC Braga                | Portugalia | Primeira Liga   | 11    | 0    |
| 2015/16 | SC Braga                | Portugalia | Primeira Liga   | 18    | 0    |
| 2015/16 | FK Krasnodar            | Rosja      | Priemjer-Liga   | 12    | 0    |
| 2016/17 | FK Krasnodar            | Rosja      | Priemjer-Liga   | 20    | 0    |
| 2017/18 | FK Krasnodar            | Rosja      | Priemjer-Liga   | 4     | 0    |
| 2018/19 | FK Krasnodar            | Rosja      | Priemjer-Liga   | 12    | 0    |
| 2019/20 | FK Krasnodar            | Rosja      | Priemjer-Liga   | 1     | 0    |
| 2020/21 | B-SAD                   | Portugalia | Primeira Liga   | 27    | 0    |
| 2021/22 | Gil Vicente FC          | Portugalia | Primeira Liga   | 4     | 0    |

## Kariera reprezentacyjna
W reprezentacji Rosji zadebiutował 26 marca 2016 w wygranym 3:0 meczu z Litwą, rozegranym w Moskwie. W 46. minucie tego meczu został zmieniony przez Guilherme.